# Sommer-Paralympics 2016/Teilnehmer (Luxemburg)
| stlisierte Goldmedaille | stlisierte Silbermedaille | stlisierte Bronzemedaille |
| ----------------------- | ------------------------- | ------------------------- |
| —                       | —                         | —                         |

Luxemburg trat bei den Paralympischen Spielen 2016 in Rio de Janeiro (7. bis 18. September) mit drei (männlichen) Athleten an.
Fahnenträger der luxemburgischen Paralympics-Mannschaft war der Radsportler Joel Wagener.

## Teilnehmer nach Sportart

### Leichtathletik

#### Männer
| Athleten      | Wettbewerb      | Vorlauf / Vorkampf | Vorlauf / Vorkampf | Halbfinale   | Halbfinale | Finale       | Finale | Rang |
| Athleten      | Wettbewerb      | Zeit / Weite       | Rang               | Zeit / Weite | Rang       | Zeit / Weite | Rang   | Rang |
| ------------- | --------------- | ------------------ | ------------------ | ------------ | ---------- | ------------ | ------ | ---- |
| Tom Habscheid | Kugelstoßen F42 | –                  | –                  | –            | –          | 13,28 m      | 7      | 7    |

### Radsport

#### Männer
| Athleten        | Wettbewerb            | Zeit         | Rang |
| --------------- | --------------------- | ------------ | ---- |
| Luciano Fratini | Einzelzeitfahren (H3) | 34:05,77 min | 12   |
| Luciano Fratini | Straßenrennen (H3)    | 1:52,52 h    | 10   |
| Joel Wagener    | Einzelzeitfahren (H4) | 31:59,40 min | 11   |
| Joel Wagener    | Straßenrennen (H4)    | 1:41,11 h    | 11   |